# Эллен Рипли
Эллен Луиза Рипли (англ. Ellen Louise Ripley; 7 января 2092, Луна, Земля — 12 августа 2179, Фиорина «Фьюри» 161, Нероид; клонирована примерно в 2379 году) — персонаж, главная героиня серии фильмов «Чужой», сыгранная американской актрисой Сигурни Уивер. Для неё роль Рипли стала прорывом в актёрской карьере и до сих пор остаётся её самой известной ролью. Уивер сыграла Рипли во всех четырёх частях киносериала, но в видеоигре Alien Resurrection (2000) она озвучена Лани Минеллой, а в аудиоверсиях книг «Чужой: Из теней» и «Чужой: Река боли» её озвучивает Лорел Лефкоу. Героиня входит во многие рейтинги лучших персонажей, а актриса получила или была номинирована на несколько наград.
В фильмах Рипли очень часто упоминается по фамилии и её имя, Эллен, первый раз было озвучено в вырезанном эпизоде «Чужих» и поэтому зрители услышали его только в «Чужом 3». На дополнительных материалах к DVD-Квадрилогии Чужих и в игре «Alien Resurrection» её имя указано, как Ellen L. Ripley и лишь в бонусе Blu-ray-издания «Чужих» её полное имя указано, как Эллен Луиза Рипли. Во втором фильме из вырезанного эпизода выясняется, что Рипли носит звание уорент-офицера, но в «Чужом 3» (поскольку вырезанный эпизод не учитывается там) она носит звание лейтенанта.
В её честь назван кратер Рипли на Хароне.

## Появления в фильмах

### До событий «Чужого»
Киносериал не раскрывает деталей биографии Рипли до основных событий. Перечисленная ниже информация взята из дополнительных материалов и книг.
Дополнительные материалы фильма «Чужие» показывают, что Рипли родилась 7 января 2092 года в колонии «Олимпия» на Луне (рег. номер при рождении — 759/L2-01N). Получив степень магистра в области инженерии в Нью-Йоркском Университет Аэронавтики, Эллен пошла служить в военно-торговый флот США, где работала на корабле «Желязны» вторым пилотом. Где-то в период до 2122 года Рипли (рег. номер W5645022460H) начала работать на «Вейланд-Ютани» и присоединилась к команде «КККСШ Ностромо» уорент-офицером (10 августа 2120 года), корабль вёз с рудника на Тедусе 20 млн тонн минеральной руды на Землю. До этого Эллен попросила отпуск, чтобы проводить больше времени с Амандой. В конечном счёте Эллен и «Вейланд-Ютани» достигли компромисса: Эллен получала отпуск после завершения рейса на «Ностромо».

### Семья
24 июня 2111 года у Рипли родилась дочь Аманда. Досье Рипли, показанное в фильме «Чужие», показывает, что Аманда была зачата во время одного из рейсов. Хотя это противоречило политике «Вейланд-Ютани», но Эллен не получила никаких дисциплинарных взысканий и требований прервать беременность или отдать ребёнка на удочерение. Согласно новеллизации «Чужой: воскрешение» Энн Кэрол Криспин, рождение Аманды произошло на дому. Книга Тима Леббона «Чужой: Из теней» показывает, что отца Аманды звали Алекс, и что они с Эллен были женаты, но, когда Аманде было три года, развелись, и Алекс исчез из их жизни. Далее, согласно новеллизации игры Alien: Isolation Кита Декандидо, Элен вышла замуж за Пола Картера, у которого не сложились отношения с Амандой.
Аманде было 10 лет, когда Эллен, отправляясь в тот роковой рейс, пообещала дочери, что постарается вернуться к её 11-му дню рождения, хотя, по словам Эллен, Аманда уже в раннем детстве научилась не верить тем обещаниям её матери, которые касались расписаний её полётов. Согласно новеллизации «Чужой: Воскрешение» Энн Криспин, Алекс забрал к себе Аманду, когда Эллен и весь экипаж «Ностромо» были объявлены пропавшими без вести, но согласно новеллизации «Alien: Isolation» Аманда осталась жить с Полом и ушла от того примерно в 18 лет. Согласно игре Alien: Isolation (чьё действие происходит спустя 15 лет после «Чужого»), Аманда, став взрослой, не оставляла попыток разузнать судьбу Эллен. В подростковом возрасте она обнаружила у себя талант к механике и в итоге стала зарабатывать этим на жизнь, хотя не имела соответствующей квалификации. «Вэйланд-Ютани» поначалу финансово поддерживала Аманду до её совершеннолетия, после чего неоднократно предлагала ей работу, но Аманда годами отказывалась и старалась по возможности не покидать тот сектор космоса, где «Ностромо» был замечен в последний раз. Однажды она узнала о том, что в космосе найден чёрный ящик с «Ностромо», который был переправлен на борт торговой станции «Севастополь», где Аманда, к своему ужасу, столкнулась с Чужим. В конечном итоге Аманда нашла дополнительное сообщение Эллен, из которого узнала, что её мать вынуждена была взорвать «Ностромо» и в данный момент дрейфует в космосе. Далее у Аманды была небольшая стычка с Чужим на станции Мендель, откуда Аманде позже удаётся сбежать и добраться до Земли, где её какое-то время мучали приступы клаустрофобии.
Аманда пыталась судиться с «Вэйланд-Ютани», но та устроила ей большую бюрократическую волокиту, но позже Аманде удалось саботировать их очередную работу по изучению ксеноморфов. Согласно досье Картера Бёрка, она после этого прожила довольно спокойную непримечательную жизнь. 23 декабря 2177 года (за 2 года до того, как Эллен найдут в дрейфующем челноке посреди космоса) Аманда умирает в возрасте 66 лет под именем Аманда Рипли МакКларен (Картер Бёрк говорит, что МакКларен, возможно, является её замужней фамилией). Тело было кремировано и захоронено в Висконсине. Наличие каких-либо детей у Аманды (со слов Бёрка) официально зарегистрировано не было, но в повести «Чужой: Море печали» Джеймса Мура появляется их с Эллен далёкий потомок Алан Декер.
В сценарии фильма «Чужие» и новеллизации Алана Дина Фостера упоминается, что Аманда умерла от рака, но в фильме причина её смерти не называется, что позволило упомянуть в хронологии из дополнительных материалов к фильму «Прометей», что эффективное лечение рака было открыто компанией «Вейланд-Корпорейшен» ещё за 90 лет до рождения Аманды (впрочем, в новеллизации Фостера упоминается, что некоторые формы рака остались неизлечимыми).

### Фильмы

#### «Чужой»
В «Чужом» Рипли представлена как уорент-офицер «КККСШ Ностромо». Корабль перехватил сигнал, который казался просьбой о помощи и исходил с планетоида, обозначенного как LV-426, система Дзета II Сетки. Капитан Даллас, старший помощник Кейн и навигатор Ламберт исследовали там покинутый инопланетный корабль, в котором нашли окаменевшие останки неизвестного инопланетного организма и тысячи яиц ксеноморфов. Одна из ксеноморфных личинок («лицехват») присосалась к голове Кейна и отложила в его тело эмбрион, который затем родился, убив носителя. Новорождённый («грудолом») вырос до 2,1 метра в высоту и убил капитана Далласа и помощника инженера Бретта. Тем временем Рипли узнала, что «Вейланд-Ютани» хочет заполучить образец Чужого, не считаясь с жизнями экипажа «Ностромо». Это подтвердил научный офицер Эш, оказавшийся андроидом модели 120-A/2 производства корпорации «Хайпердайн Системс». Его задачей было защищать чужеродный организм. Главный инженер Паркер привёл Эша в нефункциональное состояние в момент, когда тот пытался убить Рипли. После чего Паркер и Ламберт погибли во время подготовки к эвакуации с «Ностромо». Рипли установила корабль на самоуничтожение и покинула его в спасательном шаттле «Нарциссус» вместе с корабельным котом по имени Джонси. Чужой также спасся от взрыва в шаттле, но Рипли понизила в шаттле давление и выбросила его через шлюз в открытый космос. Рипли надиктовала на записывающее устройство специальное сообщение и погрузила себя и Джонси в гиперсон.

#### «Чужие»
В «Чужих» «Нарциссус» обнаружен спустя 57 лет. Начинается судебное разбирательство, на котором «Вейланд-Ютани» пытается разобраться с причинами уничтожения «Ностромо» (поскольку вместе с кораблём была уничтожена платформа с ценным грузом). Очевидно, что его рейс тогда 57 лет назад был засекречен и современное руководство «Вейланд-Ютани» ничего о нём не знает или делает вид, что ничего не знает. Рассказ о Чужом был полностью проигнорирован, а лётная лицензия Рипли аннулирована. В то же время Компания не предъявила Рипли никаких обвинений, выделила ей крохотную квартирку на орбитальной станции «Гейтуэй» и назначило на должность оператора экзоскелета-погрузчика в грузовых доках. Параллельно выяснилось, что планета LV-426 (теперь называемая Ахерон) уже давно заселена, там основана колония «Надежда Хадли». Вскоре к Рипли приходят лейтенант космической морской пехоты Уилльям Горман и представитель «Вейланд-Ютани» Картер Бёрк, которые сообщают ей, что Колониальная Администрация потеряла связь с колонией, и уговаривают её полететь с ними и космоморпехами в качестве консультанта на корабле «Сулако». Прилетев туда, обнаруживается, что в колонии орудуют Чужие. Почти весь отряд космопехов погибает, Рипли, капралу Дуэйну Хиксу, андроиду Бишопу и последней выжившей колонистке, девочке Ребекке Джорден (Ньют), удаётся улететь из колонии незадолго до того, как там взрывается преобразователь атмосферы. Но на «Сулако» вместе с ними попадает Королева Чужих, которую Рипли, после долгой борьбы с помощью экзопогрузчика, выкидывает через шлюз в космос.

#### «Чужой 3»
В «Чужом 3» Рипли приходит в себя на планете Фиорина «Фьюри» 161, где находится исправительное учреждение строгого режима, принадлежащее всё той же «Вейланд-Ютани». На «Сулако» неизвестным способом проник лицехват и, пытаясь вскрыть капсулу для гиперсна, ранил себя, из-за чего, истекая кислотой, вызвал на борту пожар. Капсула Рипли вместе с другими была погружена на спасательный модуль EEV, который сумел долететь до Фиорины, но посадка вышла не мягкой и все, кроме Рипли, погибли. Между тем вместе с модулем на планету попадает ещё один лицехват, который заражает собаку (в студийной версии — быка) и через положенное время в тюрьме появляется новый вид Чужого, который начинает уничтожать заключённых одного за другим. Параллельно Рипли находит останки Бишопа и, подключив его к «чёрному ящику» модуля, узнаёт детали катастрофы. В то же время она один раз сталкивается с Чужим вплотную, но тот, по неизвестным причинам, не трогает её, а чуть позже Рипли чувствует странное недомогание. Просканировав свой организм, она обнаруживает, что в ней сидит эмбрион, причём эмбрион Королевы. Поскольку она была заражена в гиперсне, а показания гиперкапсул шли в память «Сулако», которая передавалась в компанию, то Рипли понимает, что «Вейланд-Ютани», чей корабль в ближайшее время прибудет за ней, прекрасно осведомлена о её состоянии. Ещё чуть позже в тюрьму приходит от компании сообщение, в котором дано чёткое указание: Рипли должна находиться в карантине до их прибытия. Оставшиеся в живых заключённые заманивают Чужого в литьевую форму и выливают на него расплавленный свинец, а когда Чужой вылезает из свинца, Рипли включает над ним систему охлаждения, из-за чего Чужой, не выдержав теплового удара, взрывается. Когда приходят представители компании, Рипли отказывается верить в то, что они хотят спасти её жизнь путём безопасной операции. Понимая, что им нужна только Королева, Рипли бросается в кипящий металл.

#### «Чужой 4»
Спустя 200 лет в «Чужом 4: Воскрешение» военным учёным с корабля «Аурига» удалось получить остатки её ДНК, что позволило сделать клон Рипли на момент перед гибелью (вместе с зародышем Чужого). Поскольку ДНК Рипли и Королевы при клонировании постоянно смешивались, то в итоге получались только гибридные клоны и лишь на восьмой раз учёным удаётся создать, казалось бы, нормальный клон Рипли с нормальным клоном Королевы. Тем не менее, очень скоро выясняется, что ДНК Рипли всё равно чуть смешана с ДНК Чужого: Рипли становится физически очень сильной, у неё слишком быстро для человека заживают раны, в крови содержатся элементы кислоты, а когда Чужие на «Ауриге» вырываются из-под контроля, Рипли это чувствует с первых секунд. Позже она обнаруживает, что ДНК Королевы тоже смешана с её собственной: Королева теперь обладает неким подобием матки, из-за чего фактически уже не нуждается в яйцах и людях-«инкубаторах» и у неё рождается гибрид человека и Чужого. Присоединившись к андроиду Колл (которая программирует корабль на самоуничтожение при входе в земную атмосферу) и группе бандитов (которые поставляли людей-«инкубаторов» для военной лаборатории), Рипли сбегает на челноке «Бетти», а когда гибрид человека и Чужого проникает вслед за ней (он признал свою мать в ней и поэтому убил Королеву), Рипли с помощью своей кислотной крови разбивает иллюминатор, и гибрид высасывается в космос. В театральной версии Рипли и Колл в финале любуются в иллюминатор видом Земли с орбиты. В режиссёрской версии они сидят на пустыре возле разрушенного Парижа. Дальнейшая судьба Рипли остаётся неизвестной.

## Иные появления
В мини-серии комиксов «Aliens vs. Predator vs. The Terminator» (рус. Чужие против Хищника против Терминатора) оживший в далёком будущем «Скайнет» скрещивает терминаторов с ДНК Чужих, и остановить их может только клон Эллен Рипли, взаимодействующий с командой Хищников. Проникнув на базу, где в стазисе находятся Чужие, терминаторы уничтожают там весь персонал. Проникшие следом Хищники устраивают схватку с роботами, но те их побеждают. Тогда Рипли освобождает Чужих, а Хищники умело их используют против своих оппонентов (точнее, кислотную кровь, которая попадает на роботов, разрушая их). Пролившаяся кровь активирует систему самоуничтожения станции. Терминатор, единственный, кто пережил схватку, покидает станцию на спасательном челноке. Рипли, как когда-то Чужой в первом фильме, проникает в челнок и с помощью своей кислотной крови вызывает взрыв челнока.
- В игре Dead by Daylight, Эллен Рипли присутствует как играбельный персонаж.

## Критика
Стивен Кинг в книге Пляска смерти отметил нарастающую сексуальность актрисы в фильме «Чужой»: «Две женщины, входящие в состав экипажа выглядят абсолютно асексуально, вплоть до кульминации, когда Сигурни Уивер сражается с ужасным межзвёздным „зайцем“… здесь она — воплощение женственности… Нам словно бы говорят: „Всё с ней было в порядке, пока она не разделась“». В его книге Ловец снов биологи в её честь назвали инопланетный грибок.

### Награды
В 1979 году Сигурни Уивер была номинирована на премию «BAFTA» в номинации «Лучший дебют» за роль в фильме «Чужой» и премию «Сатурн» в категории «Лучшая киноактриса». А в 1986 году за исполнении роли Рипли в фильме «Чужие» актриса номинировалась уже на «Оскар» в категории «Лучшая актриса» и на «Золотой Глобус» в категории «Лучшая драматическая женская роль» и выиграла премию «Сатурн» в категории «Лучшая киноактриса».

### В рейтингах
В 2003 году Американский институт киноискусства в своём списке 100 величайших героев и злодеев поставил Рипли на 8 место в ряду героев. Entertainment Weekly определил героине 5 строчку в своём списке «20 самых крутых героев в популярной культуре». Кроме того, Рипли получила 9 позицию в рейтинге «100 величайших киноперсонажей всех времён» по версии журнала Empire (самая верхняя позиция среди женских героев), 8 место в списке «100 величайших персонажей фильмов всех времён» по версии журнала Premiere и 57 номер в списке «100 величайших вымышленных персонажей» по версии Fandomania, 5 место в списке «величайших киногероев за всю историю» по версии читателей британского журнала Total Film (самая верхняя позиция среди женских героев), 5 место в списке «крутых героев поп-культуры» по версии Entertainment Weekly, 2 место в списке «Greatest Movie Badasses of All Time» по версии канала MTV, где была единственной женщиной, кроме Сары Коннор на 6 месте, 75 место в списке «самых сексуальных персонажей научной фантастики» по версии сайта UGO Networks, первое место в списке «женщин, которые потрясли научную фантастику» канала Total Sci-Fi.